# زن امروز (فیلم ۱۹۵۴)
زن امروز (آلمانی: Eine Frau von heute) یک فیلم در ژانر درام به کارگردانی پائول فرهوفن است که در سال ۱۹۵۴ منتشر شد.